# Helmut Thumm (Leichtathlet)
Helmut Thumm (* 5. Dezember 1931 in Bernhausen; † 2. Juli 2023) war ein deutscher Leichtathlet.

## Sportliche Karriere
Helmut Thumm startete von 1950 bis 1954 für den VfB Stuttgart, vorher und nachher war er beim TSV Bernhausen.
Bei den Deutschen Meisterschaften erreichte er von 1953 bis 1958 je zweimal den ersten, zweiten und dritten Platz über 3000 Meter Hindernis. Seine Bestzeit von 8:55,2 Minuten stellte er beim Gewinn des Meistertitels am 6. August 1955 in Frankfurt am Main auf.
Von 1953 bis 1958 trat Thumm bei 20 Meisterschaften und Länderkämpfen im Nationaltrikot an. Bei den Europameisterschaften 1954 in Bern erreichte er das Finale im Hindernislauf und belegte den neunten Platz.